# Charlestown (Indiana)
Charlestown is een plaats (city) in de Amerikaanse staat Indiana, en valt bestuurlijk gezien onder Clark County.

## Demografie
Bij de volkstelling in 2000 werd het aantal inwoners vastgesteld op 5993.
In 2006 is het aantal inwoners door het United States Census Bureau geschat op 7200, een stijging van 1207 (20,1%).

## Geografie
Volgens het United States Census Bureau beslaat de plaats een oppervlakte van
6,0 km², geheel bestaande uit land. Charlestown ligt op ongeveer 182 m boven zeeniveau.

## Plaatsen in de nabije omgeving
De onderstaande figuur toont nabijgelegen plaatsen in een straal van 16 km rond Charlestown.